# Agis II.
Agis II. (starořecky Ἆγις) byl spartský král z královského rodu Eurypontovců od roku 427 př. n. l. do roku 398 př. n. l. Jeho spolukráli z královského rodu Agiovců byli Pleistoanax (427–409 př. n. l.) a Pausaniás (409–398 př. n. l.).

## Nástup na trůn
Agis, syn a nástupce Archidama II. se stal králem Sparty v polovině počáteční fáze peloponéské války (tzv. Archidamova válka), kterou vedla Sparta proti Athénám. Hlavním důvodem rozporů mezi oběma státy byla jejich politická rozdílnost. Sparta byla oporou oligarchických stran ve všech státech Řecka a Athény podporovaly demokratické státy, přičemž Sparta i Athény se snažily stát se v Řecku vedoucí mocností (hegemonem).

## Tažení v peloponéské válce
Krátce po nástupu na trůn na jaře roku 426 př. n. l. vedl mladý Agis armádu Sparty a jejích spojenců do Attiky. Cestou je však v oblasti Isthmu překvapilo náhlé zemětřesení, což Sparťané považovali za špatné znamení, a to jejich odradilo od úmyslu zaútočit na Atiku. Král Agis v této fázi peloponéské války nedosáhl větších vojenských úspěchů. Hlavními aktéry ve válce těchto let byli talentovaný spartský vojevůdce Brásidás a athénský politik Kleón. Po Periklově smrti změnil Kleón předchozí athénskou strategii a po jednom odvážném vojenském útoku přímo na Peloponésu v bitvě u Sfakterie v roce 425 př. n. l. zajal 120 Sparťanů. Sparťané, kteří již měli v průběhu války těžké ztráty, nabídli Athénám mír, ale Kleón však nabídnutý mír nepřijal. V krátké době se to ukázalo jako velká chyba.
V roce 424 př. n. l. podnikl Brásidás odvážnou vojenskou operaci proti athénským spojencům na pobřeží Thrákie a dobytím strategicky umístěného města Amfipolis se mu podařilo Athéňanům odříznout cestu dodávek obilí z oblasti Krymu. Odpovědí Athéňanů na obsazení Amfipole byl jejich útok, který vedl osobně Kleón. V následné bitvě, která skončila vítězstvím Sparty padl jak Brásidás, tak i Kleón. Tentokrát Athéňané nabídli Spartě mír a Sparťané ho přijali. Níkiův mír, nazvaný podle umírněného athénského politika Níkia, byl uzavřen v dubnu 421 př. n. l. a měl podle dohody trvat 50 let. Mír ale nestál na pevných základech. Zčásti proto, že ne všichni spojenci ze strany Sparty nebo Athén se zúčastnili mírových jednání a také proto, že neodstraňoval příčiny rozporů mezi oběma stranami. Boje po krátké době opět vypukly, i když ještě na začátku ne přímo mezi Sparťany a Athéňany, ale napětí však mezi nimi nadále přetrvávalo.

## Období po uzavření Níkiova míru
Po uzavření Níkiova míru vedl Agis vojenskou výpravu proti Argu, který ohrožoval Epidauros. Přestože už měl vítězství na dosah, po šikovném manévrování armády Argu s ním uzavřel na čtyři měsíce příměří a stáhl své síly. Argos však toto příměří v krátkém čase porušil, když napadl spartského spojence město Orchomenos v Arkádii; jeho dalším cílem se měla stát Tegea. To vyvolalo ve Spartě rozhořčení a uzavřené příměří s Argem pokládali za Agidovo špatné rozhodnutí, za což měl být potrestán. Trestu zbourání jeho domu a zaplacení pokuty 10 000 drachem se vyhnul jen tím, že slíbil, že odčiní svou chybu vítězstvím v boji. Svůj slib splnil, když v roce 418 př. n. l. obnovil stabilitu v Tegeji a později dobyl Mantineiu posílenou athénským vojskem, což bylo jedno z nejvýznamnějších vítězství Sparty v peloponéské válce.

## Sicilská výprava a obnovení peloponéské války
V roce 415 př. n. l. udělali Athéňané fatální chybu, když vyhověli žádosti o pomoc Segestě na Sicílii, která byla ohroženo Syrakusami, a následně v bojích přišli o největší expediční flotilu jakou kdy vystrojili. V počátečních bojích se Athénám dařilo, ale jen do té doby, než byl odvolán schopný velitel Alkibiadés, který měl v Athénách čelit obvinění z poškození hermovek, a velitelem Athéňanů se stal méně schopný stratég, váhavý a nerozhodný Níkias. Alkibiadés v obavě o svůj život místo návratu do Athén přešel na stranu Sparty, což v konečném důsledku uspíšilo pád Athén. Na jeho návrh vedl Agis armádu Sparty a jejích spojenců na jaře roku 413 př. n. l. do Attiky aby obsadil a opevnil město Dekeleiu, která se nacházela ve vzdálenosti jen 24 km na sever od Athén. Dekeleia měla v poslední fázi peloponéské války pro Spartu důležitý strategický význam. Sparťané také posílili za peníze Peršanů své loďstvo, když ve smlouvě se satrapou Tissafernem uznali nadvládu Peršanů nad maloasijských Řeky. Tím se ale dopustili zrady na celořecké věci. Peršané ale posílali peníze Spartě jen pomalu a po menších částkách, šlo jim hlavně o to, aby zabránili sjednocení Řecka, a tím odvrátili případný útok na jejich říši.
Agis ještě v roce 411 př. n. l. vedl neúspěšné tažení Sparty proti Athénám, ale v poslední fázi peloponéské války už významnější roli hrál vojevůdce Lýsandros a na straně Athén opět Alkibiadés. Ten se po politických i osobních problémech s králem Agidem, jemuž údajně svedl manželku, vrátil po tříletém pobytu na ostrově Samos, kde ve službách tohoto ostrova dosáhl řadu důležitých vítězství, do Athén,kde ho přijali s nadšením. Alkibiadés přinesl po příjezdu do Athén naději na zvrat ve válce, ale když v roce 407 př. n. l. navázal Lýsandros kontakt s perským princem Kýrem a Peršané se rozhodli tentokrát Spartu podpořit výrazněji, naděje na vítězné ukončení války se Athénám rozplynuly. Athéňané sice ještě zvítězili v námořní bitvě u Arginuských ostrovů, ale již o rok později v bitvě u Aigospotamoi utrpěli katastrofální porážku. Vítězný Lýsandros poté obklíčil Athény blokádou od moře a Agidův spolukrál Pausaniás spartskou armádou posílenou spojenci z vnitrozemí. Vyhladovělé město se po šestiměsíčním obléhání v roce 404 př. n. l. vzdalo nepříteli.

## Závěr života
Po peloponéské válce svěřili asi v roce 400 př. n. l. Sparťané Agidovi trestnou výpravu proti Élidě. Po jejím vítězném završení v roce 398 př. n. l. navštívil Agis Delfy, kde provedl oběť bohu Apollónovi, ale po návratu do Sparty vážně onemocněl a zemřel. Přestože měl syna Leótychida, nechtěl ho uznat za svého, neboť jeho manželka Timaea byla ještě před početím obviněna z cizoložství. Podezření z jejího svedení padlo na Alkibiada. Agis sice na smrtelné posteli a v přítomnosti svědků uznal Leótychida na jeho úpěnlivé prosby za svého dědice, ale Leótychidova legitimita zůstala i nadále pochybnou. Králem Sparty se díky své obecné oblíbenosti nakonec stal Agésilaos, Agidův nevlastní bratr.